# Relaciones Guatemala-Polonia
Las relaciones Guatemala-Polonia son las relaciones internacionales entre Polonia y Guatemala. Los dos países establecieron relaciones diplomáticas entre sí en la desde 1933.

## Misiones diplomáticas
Las relaciones diplomáticas entre Guatemala y Polonia se establecieron en 1933. Guatemala abrió un consulado honorario en Polonia en 1972, y también mantiene un embajador concurrente para Polonia desde Alemania. Polonia tiene un consulado en la Ciudad de Guatemala y embajador concurrente para Guatemala desde México. La embajadora polaca concurrente para Guatemala, ha hecho visitas de trabajo a Guatemala en 2015, 2016 y 2017. También asistió a la toma de posesión de Jimmy Morales en 2016.
La primera reunión oficial entre funcionarios polacos y guatemaltecos, se dio el 26 de septiembre de 2016, cuando el ministro de Relaciones Exteriores de Polonia Witold Waszczykowski se reunió con Carlos Raúl Morales, canciller guatemalteco en República Dominicana en el margen de XLVIII Reunión de Altos Funcionarios (RAF) de la Comunidad de Estados Latinoamericanos y Caribeños (CELAC) y de la Unión Europea (UE) que se celebra en Santo Domingo. Se espera que las relaciones diplomáticas sean reafirmadas para profundizar lazos de amistad y cooperación, así como la extensión de la invitación para que el presidente polaco visite Guatemala.